# Alsfeld

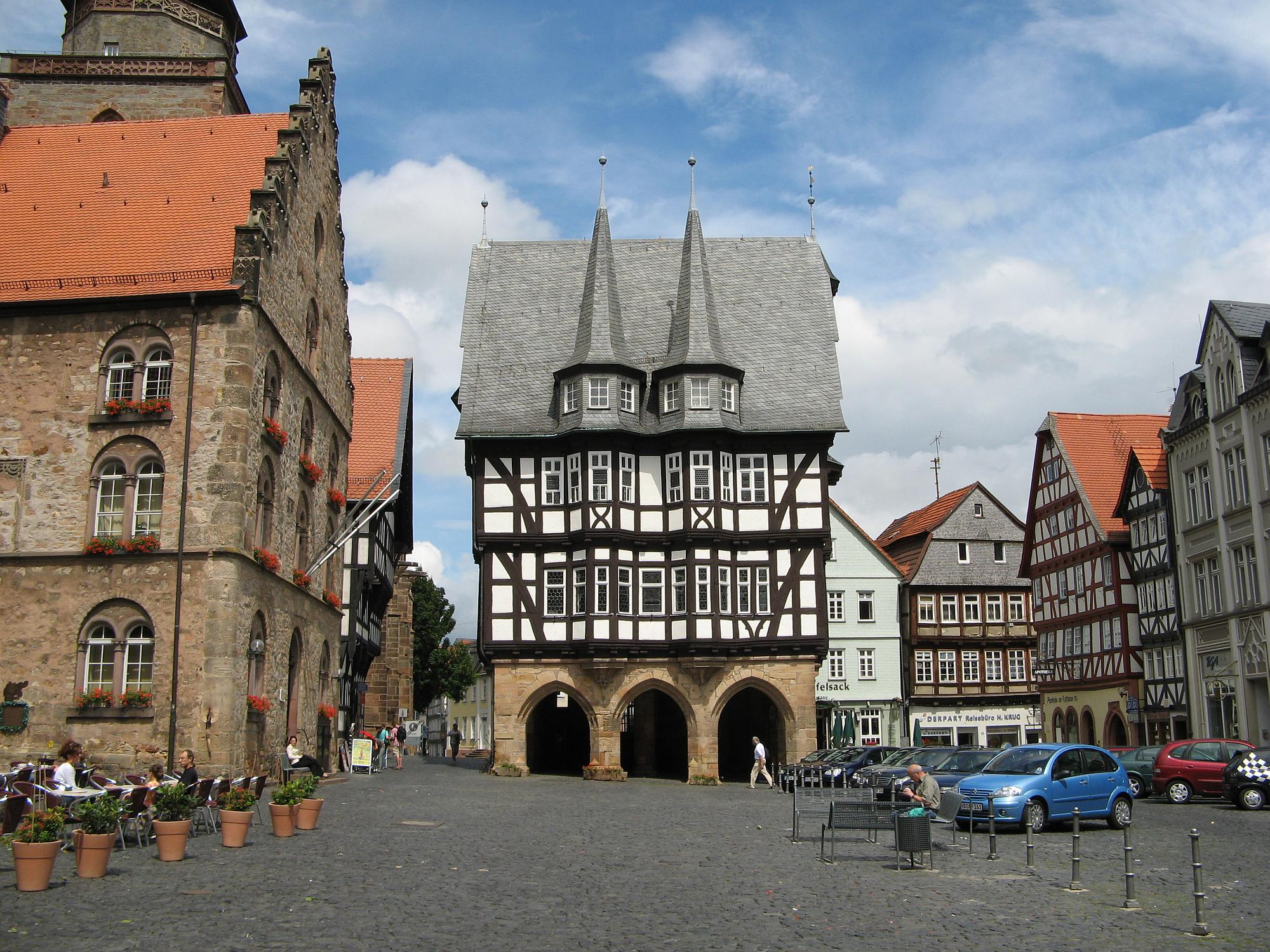
Alsfeld

Alsfeld [ˈalsfεlt] este un oraș din centrul landului Hessa. Este situat la 33 km est de Bad Hersfeld, 36 km sud-est de Fulda, 47 km vest de Gießen și 36 km nord-vest de Marburg.